# Хараламбос Лікоянніс
Хараламбос Лікоянніс (грец. Χαράλαμπος Λυκογιάννης, нар. 22 жовтня 1993, Пірей) — грецький футболіст, лівий захисник італійської «Болоньї» і національної збірної Греції.

## Клубна кар'єра
Народився 22 жовтня 1993 року в Піреї. Вихованець футбольної школи місцевого «Олімпіакоса». Дорослу футбольну кар'єру розпочав 2012 року в основній команді того ж клубу, за яку протягом двох сезонів взяв участь у 10 матчах усіх турнірів. 
Згодом з 2013 по 2015 рік грав на умовах оренди за «Левадіакос» та «Ерготеліс».
У липні 2015 року перейшов до австрійського «Штурму» (Грац). Відіграв за команду з Граца два з половиною сезони своєї ігрової кар'єри, протягом яких був основним виконавцем на лівому фланзі захисту команди.
22 січня 2018 року перейшов до італійського «Кальярі». За наступні чотири з половиною сезони відіграв 101 гру за його команду в Серії A.
Влітку 2022 року, після завершення контракту з «Кальярі», уклав дворічну угоду з «Болоньєю».

## Виступи за збірні
2007 року дебютував у складі юнацької збірної Греції (U-17), загалом на юнацькому рівні взяв участь у 25 іграх, відзначившись одним забитим голом.
Протягом 2012–2015 років залучався до складу молодіжної збірної Греції. На молодіжному рівні зіграв у 9 офіційних матчах.
Восени 2017 року дебютував в офіційних матчах у складі національної збірної Греції.
| Дата       | Місто                  | Господарі | Результат | Гості   | Турнір                               | Голи | Примітки |
| ---------- | ---------------------- | --------- | --------- | ------- | ------------------------------------ | ---- | -------- |
| 3-9-2017   | Пірей                  | Греція    | 1 – 2     | Бельгія | Відбір до ЧС 2018                    | -    | 69'      |
| 27-3-2018  | Цюрих                  | Єгипет    | 0 – 1     | Греція  | товариський матч                     | -    | 71'      |
| 8-9-2018   | Таллінн                | Естонія   | 0 – 1     | Греція  | Ліга націй УЄФА 2018-2019 - 1-й етап | -    |          |
| 11-9-2018  | Будапешт               | Угорщина  | 2 – 1     | Греція  | Ліга націй УЄФА 2018-2019 - 1-й етап | -    | 46'      |
| 7-10-2020  | Клагенфурт-ам-Вертерзе | Австрія   | 2 – 1     | Греція  | товариський матч                     | -    | 46' 63'  |
| 11-11-2020 | Афіни                  | Греція    | 2 – 1     | Кіпр    | товариський матч                     | -    | 46'      |
| Усього     |                        | Матчів    | 6         |         | Голів                                | 0    |          |

## Титули і досягнення
- Чемпіон Греції (1):

«Олімпіакос»: 2012-13
- Володар Кубка Греції (2):

«Олімпіакос»: 2011-12, 2012-13
- Володар Кубка Італії (1):

«Болонья»: 2024-25